# Pope John Paul II Park Reservation
Das nach Johannes Paul II. benannte Gebiet Pope John Paul II Park Reservation oder kurz Pope Park ist ein 66 Acres (26,7 ha) großer State Park im Bostoner Stadtteil Dorchester im Bundesstaat Massachusetts der Vereinigten Staaten. Der Park wird vom Department of Conservation and Recreation (DCR) verwaltet und ist Teil des Metropolitan Park System of Greater Boston. Auf dem Gelände des heutigen Schutzgebiets befanden sich früher eine Deponie sowie ein Autokino. Die Ausweisung als State Park ist Teil des Lower Neponset River Master Plan.

## Beschreibung
Im Park gibt es viele offene Flächen mit Picknick- und Spielplätzen. Es gibt einige Wanderwege, darunter der Lower Neponset River Trail. Weiterhin gibt es Möglichkeiten zum Fußballspielen, Angeln, Laufen und zur Vogelbeobachtung. Der Park grenzt direkt an den Neponset River. Das DCR hat im Schutzgebiet einen Bereich mit Salzwiesen wiederhergestellt und lokal vorkommende Bäume und Sträucher neu gepflanzt. Heute zieht das Gebiet eine zunehmende Vielfalt an Vögeln an, darunter Schmuck- und Kanadareiher.